# Pseudochirulus canescens
Pseudochirulus canescens é uma espécie de marsupial da família Pseudocheiridae. Endêmica da ilha de Nova Guiné.